# Muzeum Artylerii Finlandii

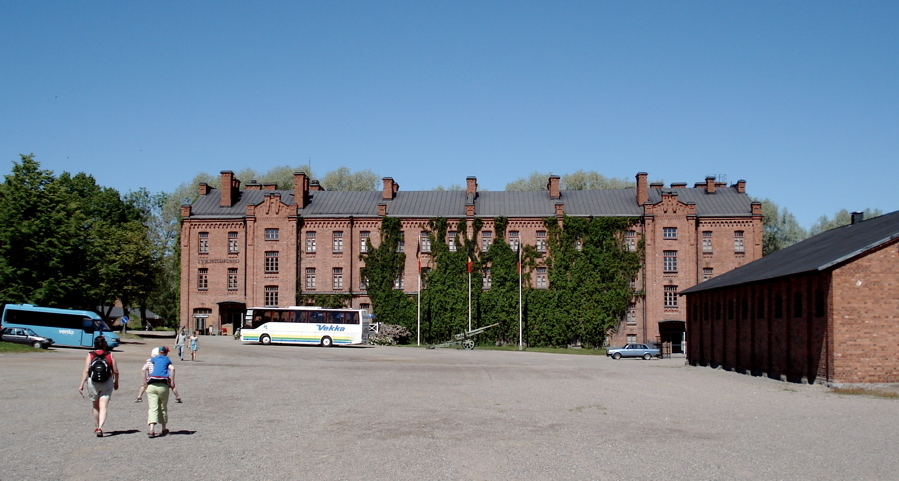
Budynek muzeum

Muzeum Artylerii Finlandii (fiń. Suomen Tykistömuseo) – fińskie muzeum poświęcone rozwojowi artylerii od XV wieku do dziś, zlokalizowane od 1997 roku w Hämeenlinna, w latach 1977–1997 w Niinisalo w Satakunta. Od 2004 roku nosi nazwę Muzeum Artylerii Finlandii.

## Galeria

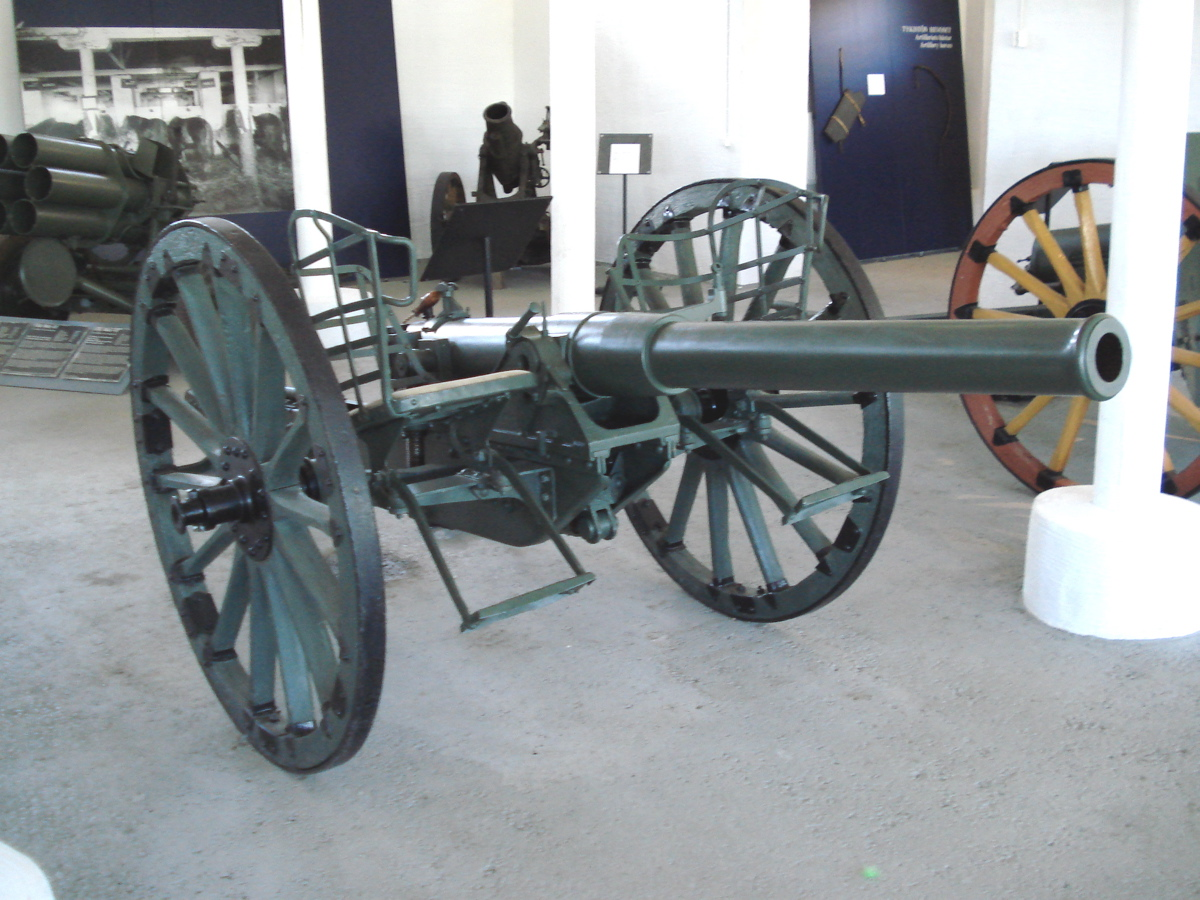
Rosyjskie działo 76 K/00
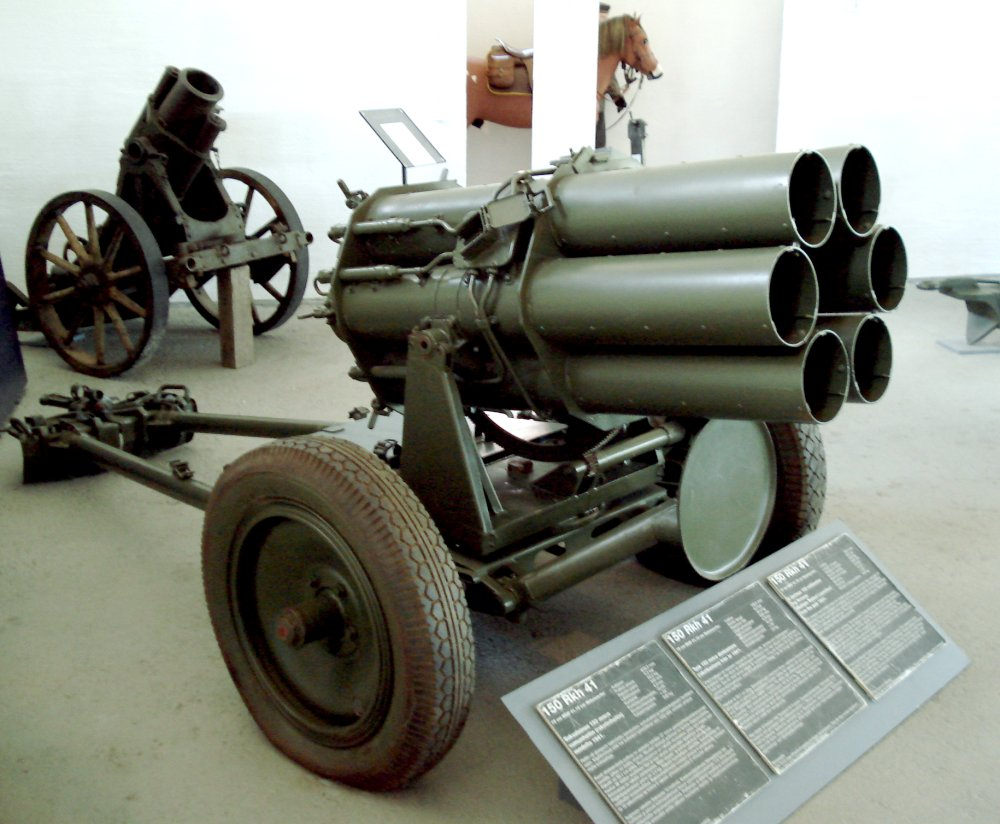
Niemiecki Nebelwerfer.
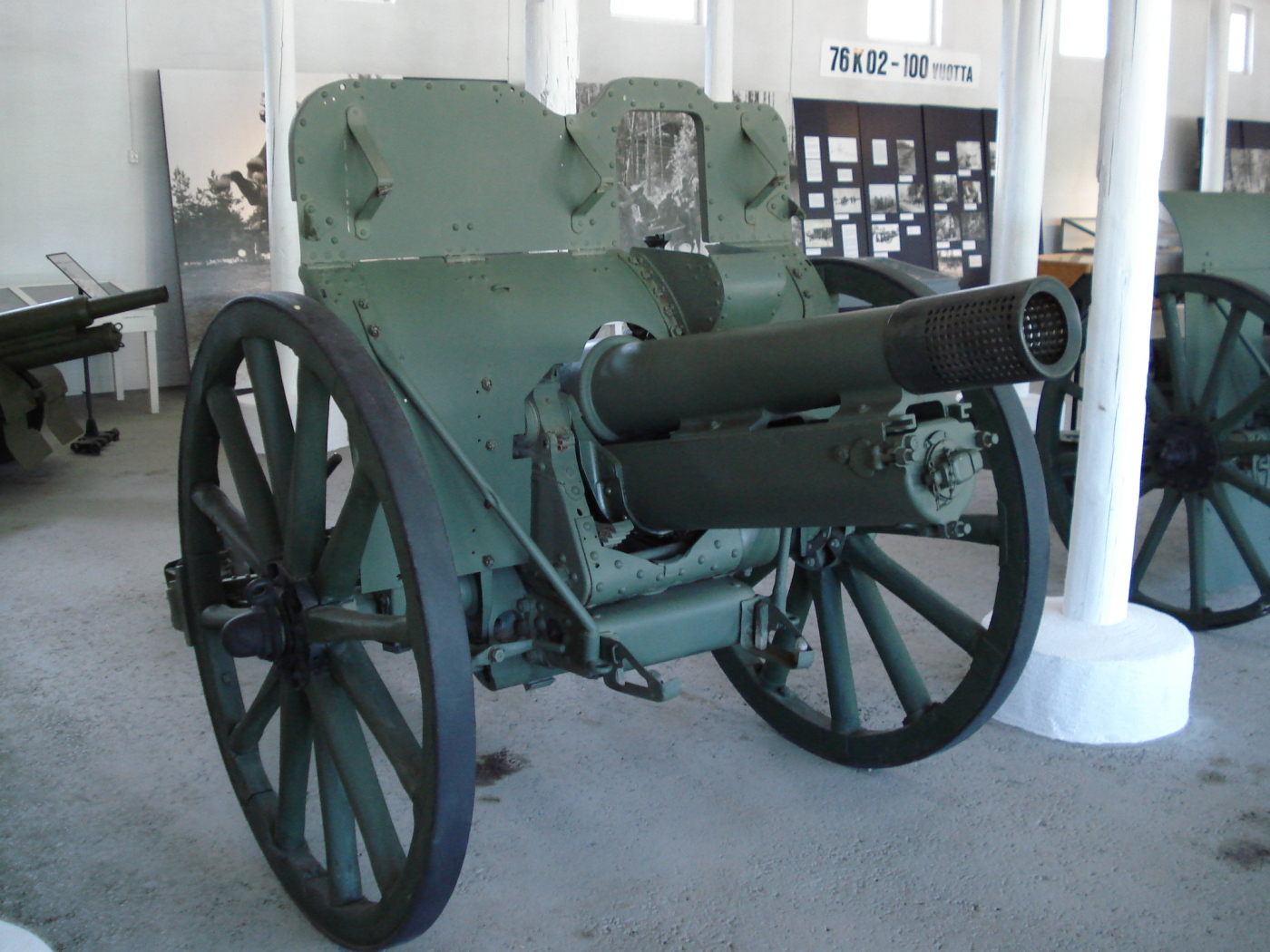
Brytyjska haubica 114 mm (4.5 inch Mk2)
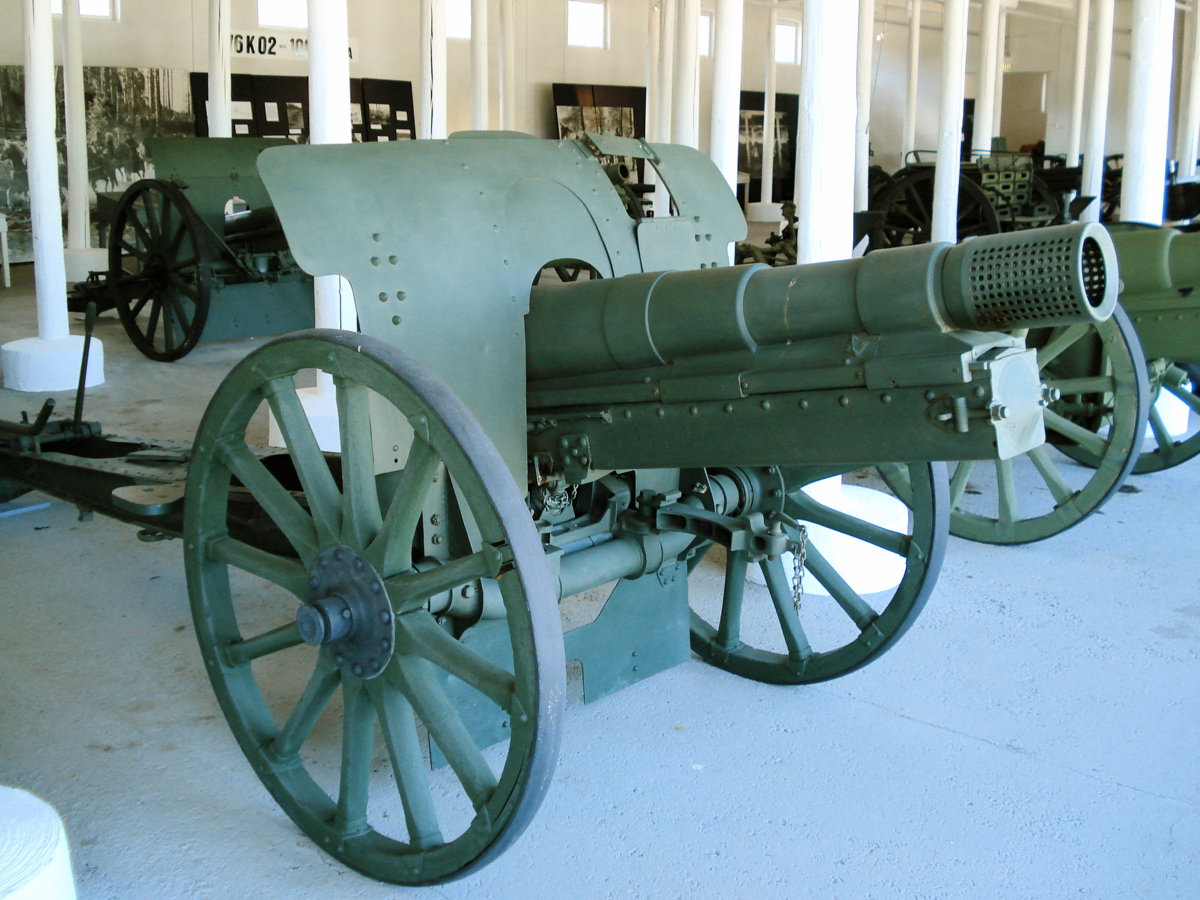
Radziecka haubica 122 mm wz. 37